# Talitha Bateman
Talitha Eliana Bateman (Turlock, 4 settembre 2001) è un'attrice statunitense.

## Carriera
Attrice fin dall’adolescenza, Bateman ha avuto la sua prima esperienza televisiva in un episodio della serie The Middle e in tre episodi della quarta stagione nella serie Hart of Dixie, dove interpreta il personaggio di Scarlett Kincaid. 
La prima interpretazione al cinema la fa nel film horror The Hive nel 2014 e successivamente in La quinta onda e in Una vita da gatto nel 2016. Ruoli successivi sono stati quelli di Heidi DeMuth nel film drammatico So B. It e di Hannah Lawson nel film Geostorm, ma il suo ruolo più importante è stato quello di Janice nel film horror Annabelle 2: Creation nel 2017 e successivamente di Nora Spier in Tuo, Simon nel 2018. Nel 2019 ha interpretato la giovane Iver nel film di ambientazione storica Robert the Bruce - Guerriero e re.

## Vita privata
Bateman è l’ottava di nove figli, tra cui l’attore Gabriel Bateman. Attualmente vive nel sud della California.

## Filmografia

### Cinema
- The Hive, regia di David Yarovesky (2014)
- La quinta onda (The 5th Wave), regia di J Blakeson (2016)
- Una vita da gatto (Nine Lives), regia di Barry Sonnenfeld (2016)
- So B. It, regia di Stephen Gyllenhaal (2016)
- Vendetta - Una storia d'amore (Vengeance: A Love Story), regia di Johnny Martin (2017)
- Annabelle 2: Creation (Annabelle: Creation), regia di David F. Sandberg (2017)
- Geostorm (Geostorm), regia di Dean Devlin (2017)
- Tuo, Simon (Love, Simon), regia di Greg Berlanti (2018)
- The Boxcar Children: Surprise Island, regia di Anna Chi, Mark A.Z. Dippé e Wonjae Lee (2018) – voce
- Just Between Us, regia di Kaily Smith Westbrook – cortometraggio (2018)
- Robert the Bruce - Guerriero e re (Robert the Bruce), regia di Richard Gray (2019)
- Countdown, regia di Justin Dec (2019)

### Televisione
- The Middle – serie TV, episodio 5x08 (2013)
- Maker Shack Agency, regia di Alex Winter – episodio pilota (2014)
- Hart of Dixie – serie TV, episodi 4x06-4x07-4x10 (2015)
- Mamma Dallas, regia di Mike White – episodio pilota (2016)
- Furst Born, regia di Todd Holland – episodio pilota (2016)
- Harley in mezzo (Stuck in the Middle) – serie TV, episodio 2x16 (2017)
- Law & Order - Unità vittime speciali (Law & Order: Special Victims Unit) – serie TV, episodio 20x13 (2019)
- Away – serie TV, 10 episodi (2020)

## Doppiatrici italiane
Nelle versioni in italiano dei suoi lavori, Talitha Bateman è stata doppiata da:
- Chiara Fabiano ne La quinta onda, Annabelle 2: Creation, Geostorm, Tuo, Simon, Vendetta - Una storia d'amore
- Vittoria Bartolomei in Countdown, Robert the Bruce - Guerriero e re
- Margherita De Risi in Away